# László Ferenc (jogász)
László Ferenc (Sepsiszentgyörgy, 1910. május 17. – Kolozsvár, 1992. május 5.) jogász, szerkesztő, László Ferenc (1873–1925) régész fia, László Dezső, László Endre, László Kálmán és László Zoltán testvére.

## Életútja
Középiskolát szülővárosában végzett (1928), jogi doktorátust Kolozsvárt szerzett (1933). Joghallgatóként a Székelyek Kolozsvári Társasága (SZKT) főiskolás tagozatának egyik vezetője, majd az SZKT alelnöke (1932–33). Az Erdélyi Fiatalok kiadóhivatali ügyintézője (1930–35), társtulajdonosa, főmunkatársa (1933–40). A Szentimrei Jenő szerkesztette kétnyelvű Napoca kőnyomatos lap belső munkatársa (1934–35). Sepsiszentgyörgyön ügyvéd, a sepsi református egyházmegye jogtanácsosa (1935–47), az Magyar Népi Szövetség (MNSZ) háromszéki tagozatának elnöke (1947), majd a Központi Végrehajtó Bizottság tagjaként elnökségi titkára Bukarestben (1948). Tanár a Bolyai Tudományegyetem közigazgatás-szervezési katedráján (1948–51), ahonnan politikai megbízhatatlanság ürügyén eltávolították. Nyugalomba vonulásáig a Metalul Roșu fémipari vállalat, majd a Könyvterjesztő Központ alkalmazottja. 1990-től az erdélyi református egyházkerület igazgatótanácsosaként működött haláláig.

## Munkássága
Első írását az Erdélyi Fiatalok közölte (1931). A Székely Nép, majd az Utunk, Világosság munkatársa, művelődéstörténeti írásaival A Hét hasábjain jelentkezett (1979–85). Közreműködésével jelent meg édesapja Táj és tudomány c. kötete (1978). Kezdeményezője az Erdélyi Fiatalok – dokumentumok, viták c. gyűjtemény kiadásának (1986), melyet Cseke Péterrel rendezett sajtó alá.
Értékes önéletrajzi visszaemlékezései az 1929-es főiskolás nemzedékről, a régi Háromszékről, zászlósi élményeiről a II. világháborúban, az Erdélyi Fiatalok védelmében szerzett vitairatai kéziratban.